# Proagonistes flammipennis
Proagonistes flammipennis is een vliegensoort uit de familie van de roofvliegen (Asilidae). De wetenschappelijke naam van de soort is voor het eerst geldig gepubliceerd in 1979 door Tsacas & Menier.